# خلف النجد (السياني)

تعديل مصدري - تعديل

خلف النجد محلة تابعة لقرية جبل حود، التابعة لعزلة هدفان بمديرية السياني إحدى مديريات محافظة إب في الجمهورية اليمنية، بلغ تعداد سكانها 109 حسب تعداد اليمن لعام 2004.